# 고해양학
고해양학(Paleoceanography)은 순환, 화학, 생물학, 지질학, 퇴적 패턴 및 생물학적 생산성과 관련하여 지질학적 과거의 해양 역사를 연구하는 학문이다. 환경 모델과 다양한 기후 대리(en)를 사용하는 고해양학 연구를 통해 과학계는 다양한 간격으로 과거 기후를 재구성하여 지구 기후에서 해양 과정의 역할을 평가할 수 있다. 고해양학 연구는 또한 고기후학과 밀접한 관련이 있다.

## 같이 보기
- 해양학
- 고기후학